# The Rookie (1990)
The Rookie is een Amerikaanse actiefilm uit 1990 onder regie van Clint Eastwood.

## Verhaal
Nick Pulovski is een keiharde smeris, die gespecialiseerd is in het elimineren van autodieven. Na de moord op een collega moet hij samenwerken met een groentje. Samen gaan ze op zoek naar een gevaarlijke crimineel.

## Rolverdeling
| Acteur           | Personage       |
| ---------------- | --------------- |
| Clint Eastwood   | Nick Pulovski   |
| Charlie Sheen    | David Ackerman  |
| Raúl Juliá       | Strom           |
| Sônia Braga      | Liesl           |
| Tom Skerritt     | Eugene Ackerman |
| Lara Flynn Boyle | Sarah           |
| Pepe Serna       | Raymond Garcia  |
| Marco Rodríguez  | Loco Martinez   |
| Pete Randall     | Cruz            |
| Donna Mitchell   | Laura Ackerman  |
| Xander Berkeley  | Ken Blackwell   |
| Tony Plana       | Morales         |
| David Sherrill   | Max             |
| Hal Williams     | Powell          |
| Lloyd Nelson     | Automobilist    |